# Pierre Perrault
Pierre Perrault (* 29. Juni 1927 in Montreal Québec; † 24. Juni 1999 in L'Isle-aux-Coudres, Kanada) war ein kanadischer Filmregisseur und Autor. Er war einer der bedeutendsten Filmemacher in Kanada. Sein Filmstil wird dem Direct Cinema zugeordnet.

## Werdegang
Perrault absolvierte zuerst ein Jurastudium und praktizierte bereits 2 Jahre bevor er Sprecher beim Radio wurde und sich dann vollständig dem Kino, dem Filmemachen und dem Schreiben zuwandte. Sein Filmdebüt gab er mit Au Pays de Neufve-France, einer Serie von 13 kurzen Dokumentarfilmen für das kanadische Fernsehen. In den Jahren zwischen 1963 und 1996 verwirklichte er 20 Filme.

## Filmstil
Bei seinem Filmstil handelt es sich um eine Form des Dokumentarfilms, die als Direct Cinema bezeichnet wird und bei der nur eine kleine Ausrüstung genutzt wird und welche die realistische Wiedergabe realer Situationen anstrebt. Perrault war einer der bedeutendsten Filmemacher in Kanada, obwohl er über die Grenzen Québecs hinaus weitgehend unbekannt war. Dennoch inspirierte er mit seinem Filmstil spätere Filmemacher wie Denis Villeneuve, der Perrault früher während eines Filmdrehs am Nordpol assistierte und später Filmwerke wie Sicario und Arrival schuf.

## Auszeichnungen
1994 erhielt Perrault den Prix Albert-Tessier. Die Filme Pour la suite du monde (1963), Le règne du jour (1967), Les voitures d'eau (1968) bilden seine von den Kritikern gelobte Trilogie L'Isle-aux-Coudres.

## Filmfestivals
Der Film Pour la suite du monde mit Co-Regisseur Michel Brault von 1963 lief im offiziellen Wettbewerb der Internationalen Filmfestspiele von Cannes. Sein Film La bête lumineuse (1982) wurde ebenfalls im Rahmen der 36. Filmfestspiele von Cannes gezeigt. Im Jahr 1984 war er Teil der Jury des Internationalen Filmfestivals Mannheim-Heidelberg.

## Anerkennung
Das National Film Board of Canada schreibt über Perrault: 

„ Pierre Perrault war ein Wegbereiter und eine Inspiration; Sein immenses Werk ist einzigartig in unserer Kinogeschichte: poetisch, metaphorisch und philosophisch, seine Filme sind voller epischer, überlebensgroßer Charaktere und seine Themen sind universell.“

## Filmografie
- Icewarrior (1996)
- Cornouailles (1994)
- L'oumigmag ou l'objectif documentaire (1993)
- La toundra (1992)
- La grande allure (1985)
- Les voiles bas et en travers (1983)
- La bête lumineuse (1982)
- Le pays de la terre sans arbre ou Le Mouchouânipi (1980)
- Gens d'Abitibi (1980)
- Le goût de la farine (1977)
- C'était un Québecois en Bretagne, Madame (1977)
- Le retour à la terre (1976)
- Un royaume vous attend (Co Regie Bernard Gosselin, 1976)
- Tickets s.v.p (Short, 1973)
- L'Acadie, l'Acadie (Co Regie Michel Brault, 1971)
- Un pays sans bon sens! (1970)
- Le beau plaisir (Co Regie Michel Brault und Bernard Gosselin, 1968)
- Les Voitures d'eau (1968)
- Le Règne du jour (1967)
- Pour la suite du monde (Co Regie Michel Brault und Marcel Carrière, 1963)